# アマヤドリ
アマヤドリは、日本の劇団。主宰は広田淳一。東京大学内の演劇サークルのメンバーを中心に2001年結成。東京都を拠点に活動している。2012年に劇団名を「ひょっとこ乱舞（ひょっとこらんぶ）」から現在の名前に改めた。

## 概要
- 主に広田のオリジナル戯曲を上演している。基本的にはストレートプレイだが、物語の中に群舞やクラッピングなどの要素を取り入れている。
- 結成当初は演劇ユニットとしての活動だったが、2008年より劇団化。
- スタジオ空洞[1]の運営をしており、広田戯曲の再演や古典戯曲の上演を中心とした小規模公演「雨天決行」シリーズを同スタジオで行っている。

## 所属俳優
- 広田淳一(作・演出・主宰)
- 中村早香
- 渡邉圭介
- 小角まや
- 榊菜津美
- 沼田星麻
- 相葉るか
- 相葉りこ
- 宮崎雄真
- 一川幸恵
- 倉田大輔
- 梅田洋輔
- 大塚由祈子
- 深海哲哉

## 所属デザイナー
- 山代政一

## 以前在籍していた主な俳優
- 成河
- 伊東沙保
- 松下仁
- 稲垣干城
- 田中美甫（まひる）
- 糸山和則
- 笠井里美
- 石本政晶
- 中野智恵梨

## 公演

### ひょっとこ乱舞時代
- 第一回公演「一石二鳥ワイルド」(2000年4月)
- 第二回公演「圧縮」(2001年10月)
- 第三回公演「燃え切った焚火を見ている」(2002年10月)
- 第四回公演「馬鹿はおまえだ」(2003年3月)
- 第五回公演「愛にキて」(2003年7月)
- 第六回公演「ジョシ」(2003年9月)
- 第七回公演「鼻殺げ、ダックス」(2003年12月)
- 第八回公演「銀髪」(2004年5月)
- 第九回公演「フナの心臓、メチルの心」(2004年9月)
- 第十回公演「馬鹿はおまえだ」(再演/2004年12月)
- 第十一回公演「無題のム」(2005年2,3月)
- 第十二回公演「旅がはてしない」(2005年7月)
- 第十三回公演「今はチキンを」(2005年11月)
- 第十四回公演「燃え切った焚火を見ている/無題のム/ジョシ」(3本立て/2006年3月)
- 第十五回公演「水」(2006年7月)
- 第十六回公演「でも時々動いてるわ」(2006年10月)
- 第十七回公演「銀髪」(再演/2007年1月)
- 第十八回公演「トラビシャ」(2007年9月)
- 第十九回公演「愛にキて」(再演/2008年2月)
- 第二十回公演「プラスチックレモン」(2008年10月)
- 第二十一回公演「旅がはてしない」(再演/2009年7月)
- 第二十二回公演「モンキー・チョップ・ブルックナー!!」(2009年12月)
- 第二十三回公演「水/ブリキの町で彼女は海を見つけられたか」(二本立て/2010年6月)
- 第二十四回公演「ロクな死にかた」(2011年2月)
- 第二十五回公演「うれしい悲鳴」(2012年3月)

### アマヤドリ改名後
- 「幸せはいつも小さくて東京はそれよりも大きい」(ひょっとこ乱舞改め、アマヤドリの国内旅行!/2012年5月~10月)
- 第０回公演「フリル」(2012年9月)
- 「月の剥がれる」(2013年3月)
- 「太陽とサヨナラ」(2013年10月)
- 「うれしい悲鳴」(2013年10月)
- 「ぬれぎぬ」(アマヤドリ2014三部作「悪と自由」のシリーズvol.1/2014年4月)
- 「非常の階段」(アマヤドリ2014三部作「悪と自由」のシリーズvol.2/2014年9月)
- 「悪い冗談」(アマヤドリ2014三部作「悪と自由」のシリーズvol.3/2015年3月)
- 「すばらしい日だ金がいる」(2015年9月)
- 「ロクな死にかた」(2016年4月～5月)
- 「月の剥がれる」（2016年9月〜10月）
- 「銀髪」（2017年1月）
- 「ロクな死にかた」（2017年2月〜3月）
- 「非常の階段」（2017年5月〜6月）
- 「青いポスト」／「崩れる」（2017年11月〜12月）

### 雨天決行シリーズ
- season.1「うそつき／千両みかん・屋上庭園」(2013年6月)
- season.2「うそつき／幸せはいつも小さくて東京はそれよりも大きい」(2013年7月)
- season.3「ヘッダ・ガーブレル」(2014年5月)
- season.4「海の夫人／水」(2014年12月)
- season.5「ウィンドミル・ベイビー／冒した者」(2015年5月)